# Rodbaston
Rodbaston – wieś w Anglii, w hrabstwie Staffordshire, w dystrykcie Stafford. Leży 11 km na południe od miasta Stafford i 191 km na północny zachód od Londynu.